# Kelpo Gröndahl
Kelpo Gröndahl (Pori, Finlandia, 28 de marzo de 1920-ídem, 2 de agosto de 1994) fue un deportista finlandés especialista en lucha grecorromana donde llegó a ser campeón olímpico en Helsinki 1952.

## Carrera deportiva
En los Juegos Olímpicos de 1948 celebrados en Londres ganó la medalla de plata en lucha grecorromana estilo peso ligero-pesado, tras el luchador sueco Karl-Erik Nilsson (oro) y por delante del egipcio Ibrahim Orabi (bronce). Cuatro años después, en las Olimpiadas de Helsinki 1952 ganó la medalla de oro en la misma categoría.